# 井伊直矩
井伊 直矩（いい なおのり）は、遠江掛川藩の第4代藩主、越後与板藩の初代藩主。直勝系井伊家5代。近江彦根藩主・井伊直興の十二男。
彦根藩の分家である掛川藩主・井伊直朝（正室は直矩の姉妹であった）の養嗣子となり、宝永2年（1705年）12月3日に跡を継いだ。翌年1月16日、越後三島郡などに2万石を与えられて与板藩に移封となる。正徳5年（1715年）には徳川家康100回忌において日光祭礼奉行を務めた。享保16年（1731年）2月27日、長男の直陽に家督を譲って隠居し、寛保2年（1742年）3月19日に江戸で死去した。享年49。

## 系譜
父母
- 井伊直興（実父）
- 春昭院 - 寺沢氏、側室（実母）
- 井伊直朝（養父）

正室
- 昭覚院 - 阿部正邦の娘

側室
- 春光院 - 岩崎氏

子女
- 井伊直陽（長男） - 生母は春光院（側室）